# Американське орнітологічне товариство
41°51′59″ пн. ш. 87°37′01″ зх. д. / 41.866269° пн. ш. 87.616997° зх. д.
Американське орнітологічне товариство (АОТ) (англ. American Ornithological Society (AOS)) — громадська орнітологічна організація у Сполучених Штатах, яка об'єднує здебільшого професіоналів-орнітологів, з невеликою участю аматорів-птахолюбів. Утворене в 1916 шляхом об'єднання Національної орнітологічної спілки (англ. American Ornithologists' Union (AOU)) та Куперівського орнітологічного товариства (англ. Cooper Ornithological Society (COS)).
Видає, починаючи від 1884 р., квартальник The Auk. Інші важливі періодичні публікації — це Контрольний список птахів Північної Америки АОТ (англ. AOS Checklist of North American Birds), який вважається арбітральним у питаннях таксономії та серія монографій Ornithological Monographs.